# Dendrobium hamaticalcar
Dendrobium hamaticalcar är en orkidéart som beskrevs av Jeffrey James Wood och Elizabeth Anne Dauncey. Dendrobium hamaticalcar ingår i släktet Dendrobium, och familjen orkidéer. Inga underarter finns listade i Catalogue of Life.